# Biskupi Saint-Denis de La Réunion
Biskupi Saint-Denis de La Réunion – biskupi diecezjalni i biskupi pomocniczy prefektury apostolskiej Wysp Oceanu Indyjskiego, (od 1818) Bourbon, a od 1850 diecezji Saint-Denis de La Réunion.

## Biskupi

### Biskupi diecezjalni
| Lata urzędowania | Biskup | Biskup                                         | Uwagi |
| ---------------- | ------ | ---------------------------------------------- | --- |
|                  |        | Gabriel Henri Jérôme de Solages                | prefekt apostolski Bourbon w latach 1829–1832, a także prefekt Wyspy Mórz Południowych w latach 1830–1832         |
| 1850–1857        |        | Florian-Jules-Félix Desprez                    | następnie biskup diecezjalny Limoges, późniejszy arcybiskup metropolita Tuluzy, kardynał                          |
| 1857–1871        |        | Armand René Maupoint                           | |
| 1872–1876        |        | Victor Jean François Paulin Delannoy           | następnie biskup diecezjalny Aire et Dax                                                                          |
| 1876–1880        |        | Dominique-Clément-Marie Soulé                  | |
| 1881–1887        |        | Joseph Coldefy                                 | |
| 1888–1892        |        | Edmond Frédéric Fuzet                          | następnie biskup diecezjalny Beauvais (-Noyon-Senlis) w latach 1893–1899, późniejszy arcybiskup metropolita Rouen |
| 1893–1919        |        | Jacques Paul Antonin Fabre                     | |
| 1919–1934        |        | Georges Marie de Labonninière de Beaumont CSSp | |
| 1934–1960        |        | François Emile Marie Cléret de Langavant CSSp  | |
| 1960–1975        |        | Georges Henri Guibert CSSp                     | |
| 1976–2023        |        | Gilbert Guillaume Marie-Jean Aubry             | administrator apostolski sede vacante diecezji Port Victoria w latach 1994–1995                                   |
| od 2023          |        | Pascal Chane-Teng                              | |

### Biskupi pomocniczy
| Lata urzędowania | Biskup | Biskup                                         | Uwagi                                                             |
| ---------------- | ------ | ---------------------------------------------- | ----------------------------------------------------------------- |
| 1917–1919        |        | Georges Marie de Labonninière de Beaumont CSSp | koadiutor, następnie biskup diecezjalny Saint-Denis de La Réunion |